# Exoprosopa minos
Exoprosopa minos är en tvåvingeart som först beskrevs av Johann Wilhelm Meigen 1804.  Exoprosopa minos ingår i släktet Exoprosopa och familjen svävflugor. Inga underarter finns listade i Catalogue of Life.